# 1923 en photographie
| Années de la photographie : 1920 - 1921 - 1922 - 1923 - 1924 - 1925 - 1926    |
| Décennies de la photographie : 1890 - 1900 - 1910 - 1920 - 1930 - 1940 - 1950 |

Cet article présente les faits marquants de l'année 1923 en photographie.

## Événements
- Première transmission de photographie par bélinographe entre le laboratoire d'Eugène Belin à La Malmaison et le journal Le Matin à Paris[1].
- Edward Steichen devient le photographe en chef des éditions américaines Condé Nast et travaille particulièrement pour les magazines Vogue et Vanity Fair, pour lesquels il réalise notamment de nombreux portraits de célébrités[2].
- Création de l’agence new-yorkaise ACME Newspictures, dont l'activité est de constituer un stock de photographies pour la presse quotidienne de nombreux États américains ; Ascher Fellig dit Weegee y est embauché comme employé de laboratoire, travaille au développement des négatifs de nombreux photographes et, en cas d’urgence ou d’indisponibilité d'un de ces derniers, couvre lui-même les évènements urbains de New York.
- Création de la firme allemande Hama, distributeur d'accessoires spécialisé dans de nombreux domaines dont la photographie.

## Photographies notables
- Alfred Stieglitz commence Equivalents (en), une série de photographies de nuages et de ciels qu'il poursuivra jusqu'en 1934, où il veut montrer que de simples formes, sans intérêt thématique,  peuvent avoir un intérêt esthétique[3],[4] ; il publie le 19 septembre l'article « How I came to Photograph Clouds » dans le no  255 de la revue Amateur Photographer and Photography.

## Livres de photographies
- Shinzō Fukuhara, Fukuhara Shinzō Shashin Gashū: Hikari to Sono Kaichō (光福原信三写真画集：光と其諧調?) [Album photo de Hikari Fukuhara Shinzo : la lumière et son harmonie], Tokyo, Shashin Geijutsusha.

## Études, essais, articles
- La revue américaine Broom publie un article de László Moholy-Nagy, Light a medium of plastic expression, où le photographe explique qu'il « vise à utiliser la lumière comme facteur formel primaire, qui crée l'espace et le mouvement, et élimine la perspective centrale de la photographie »[5] ; en regard de cet article, sont reproduits quatre photogrammes de Moholy-Nagy et quatre autres réalisés par Man Ray.

## Naissances
- 7 janvier : Alice Bommer, reporter-photographe, photographe publicitaire et industrielle française, mort le 10 septembre 2004.
- 21 février : Ruth Mountaingrove, photographe, poète et musicienne américaine, mort le 18 décembre 2016.
- 22 février : Takamasa Inamura, photographe japonais, mort le 8 août 1989.
- 6 mars : Herman Leonard, photographe américain, mort le 14 août 2010.
- 14 mars : Diane Arbus, photographe américaine, morte le 26 juillet 1971.
- 16 mars : Augusto Cabrita, photographe portugais, mort le 11 février 1993.
- 24 mars : Běla Kolářová, photographe et artiste visuelle tchèque, morte le 12 avril 2010.
- 27 avril : Jack Welpott, photographe américain, mort le 24 novembre 2007.
- 15 mai : Richard Avedon, photographe américain, mort le 1er octobre 2004.
- 27 mai : Inge Morath, photojournaliste américaine, morte le 30 janvier 2002.
- 3 juin : June Newton, actrice (sous le nom de June Brunell) et photographe (sous le nom d'Alice Springs) australienne, morte le 9 avril 2021.
- 24 juin : Marc Riboud, photographe français, membre de l'agence Magnum, mort le 30 août 2016.
- 3 juillet : Henriette Grindat, photographe suisse, morte le 25 février 1986.
- 13 juillet : Erich Lessing, photographe autrichien, membre de l'agence Magnum, mort le 29 août 2018.
- 13 septembre : Édouard Boubat, photographe français, mort le 30 juin 1999.
- 15 octobre : Hugo Cifuentes, photographe équatorien, mort le 5 février 2000.
- 2 novembre : Bill Groethe, photographe américain, mort le 20 décembre 2020.
- 3 décembre : Saul Leiter, photographe américain, mort le 26 novembre 2013.
- 19 décembre : Caio Mario Garrubba, photographe italien, mort le 3 mai 2015.
- Date précise non renseignée ou inconnue :
  - Seydou Keïta, photographe portraitiste malien, mort le 22 novembre 2001.
  - Edward Schell, photographe américain de paysages, lauréat du prix Ansel-Adams en 1990.
- Vers 1923 : 
  - Rashid Mahdi, photographe soudanais, mort en 2008.

## Décès
- 12 janvier : Marc Ferrez, photographe brésilien, mort le 7 décembre 1843.
- 19 juillet : Daniel Nyblin, photographe finlandais d'origine norvégienne, né le 30 juin 1856.
- 20 août : James Lafayette, photographe portraitiste irlandais, né le 22 janvier 1853.
- 17 septembre : Christian Franzen, photographe hispano-danois, né le 18 décembre 1863.
- 8 octobre : Jules David, photographe français, spécialisé dans la photographie de groupes scolaires ou militaires, né le 16 avril 1848.

## Célébrations
Centenaire de naissance
- Bruno Braquehais
- Antoine Fauchery
- Charles D. Fredricks
- Amund Larsen Gulden
- Johann Franz Michiels
- Shimooka Renjō
- Luigi Ricci
- Shima Ryū
- Pascal Sébah
- John Watkins
- George Washington Wilson